# Sléz

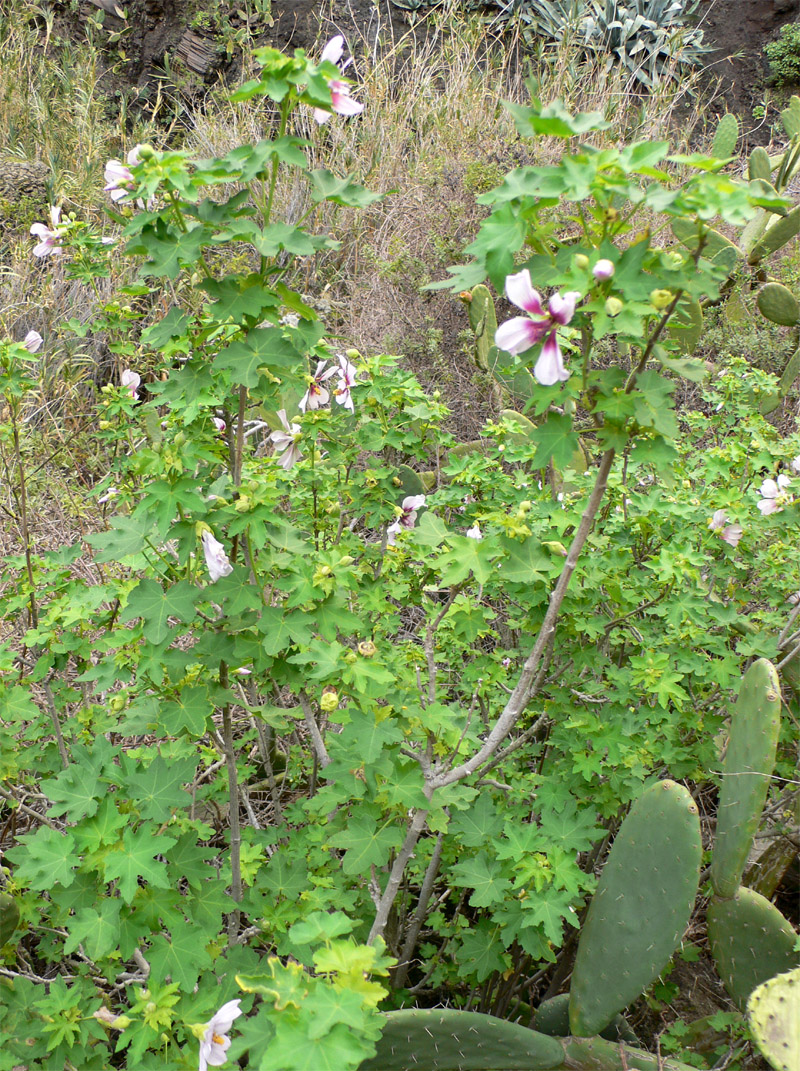
Keřovitý sléz Malva canariensis

Sléz (Malva) je rod rostlin z čeledi slézovitých. Zahrnuje asi 30 druhů, rozšířených zejména ve Středomoří a Asii. Slézy jsou byliny nebo keře se střídavými dlanitými listy a často s nápadnými květy. V České republice roste pět druhů slézu, některé další druhy jsou pěstovány jako okrasné rostliny. Slézy jsou již od starověku využívány jako léčivky. Některé druhy slézu byly v minulosti řazeny do rodu slézovec (Lavatera).

## Popis
Slézy jsou poléhavé nebo přímé, jednoleté nebo vytrvalé byliny, řidčeji i keře nebo dokonce nízké stromy (např. Malva assurgentiflora). Listy jsou řapíkaté, střídavé, dlanitě laločnaté nebo celistvé, s dlanitou žilnatinou. Květy jsou úžlabní, jednotlivé nebo po několika ve svazečcích. Kalich je miskovitý, zakončený 5 laloky, za plodu často vytrvalý, zvětšený a rozestálý. Kalíšek je tvořen 3 většinou navzájem nesrostlými lístky. Koruna je nejčastěji purpurová, bílá, růžová nebo červená, složená z 5 volných korunních lístků. Tyčinky jsou srostlé v trubičku. Semeník je srostlý z 9 až 26 plodolistů a se stejným počtem komůrek. V každé komůrce je jediné vajíčko. Počet ramen čnělky odpovídá počtu komůrek. Plody jsou poltivé, chlupaté nebo lysé, za zralosti se rozpadající na 9 až 26 nepukavých, jednosemenných plůdků.

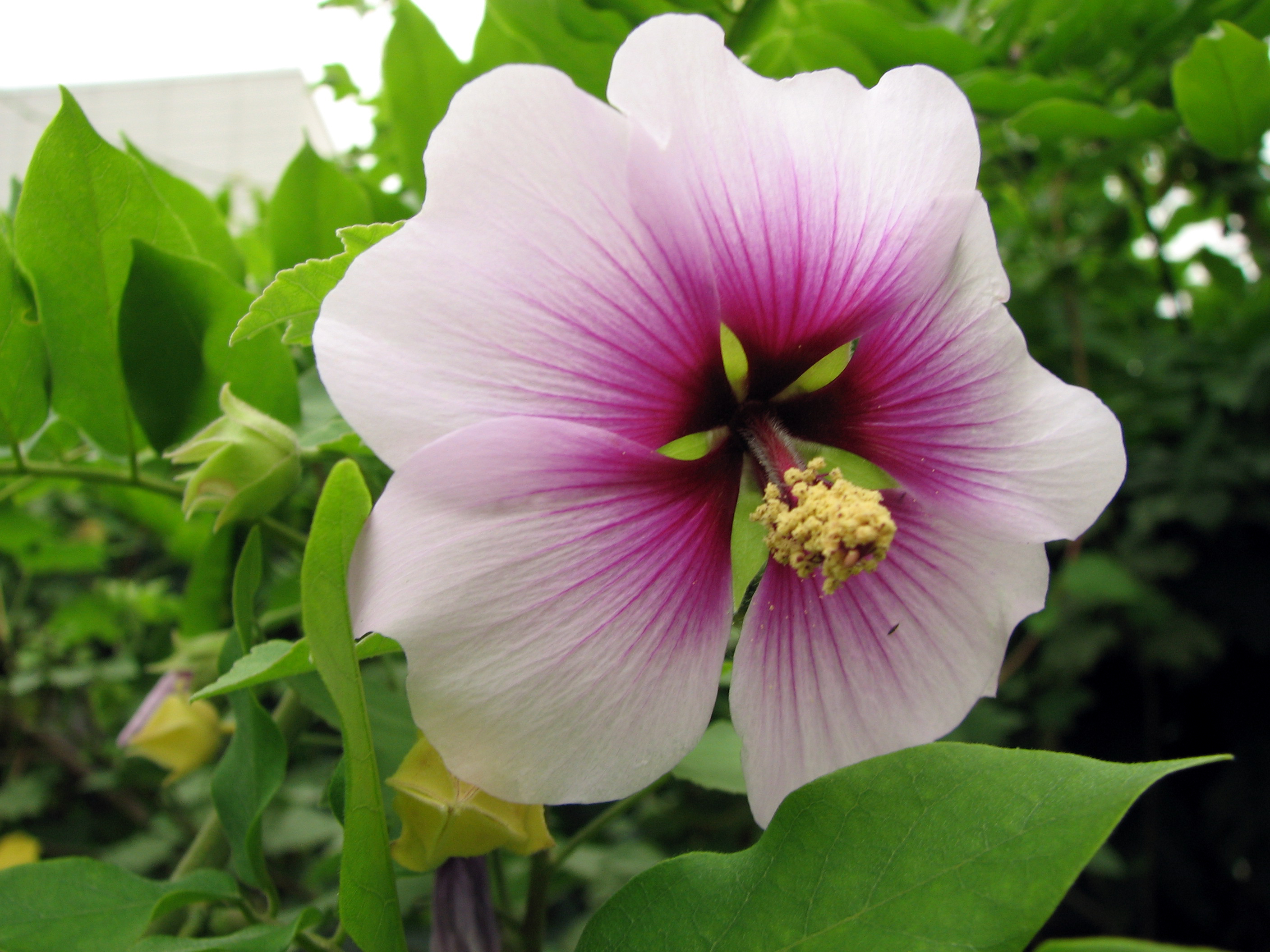
Květ slézu Malva subovata
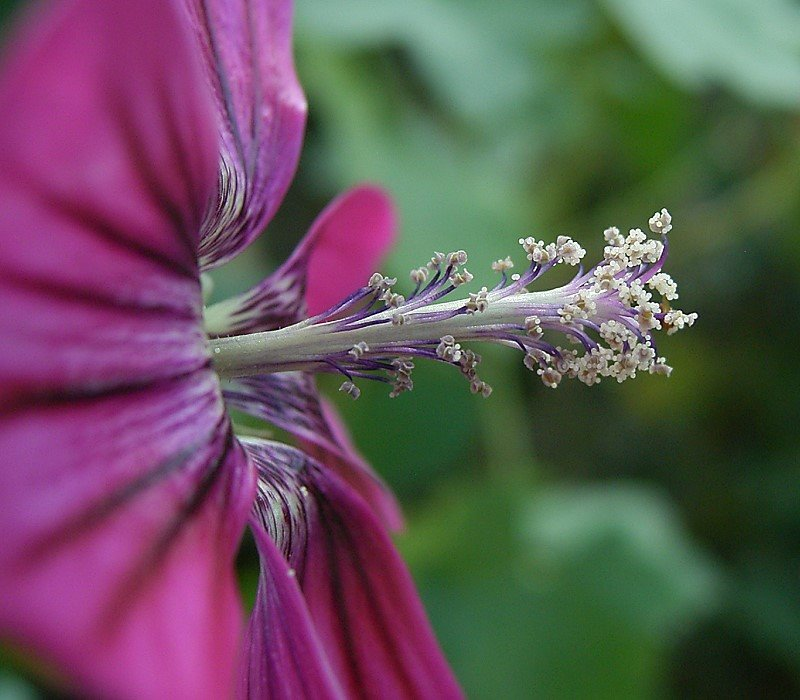
Detail květu slézu Malva assurgentiflora
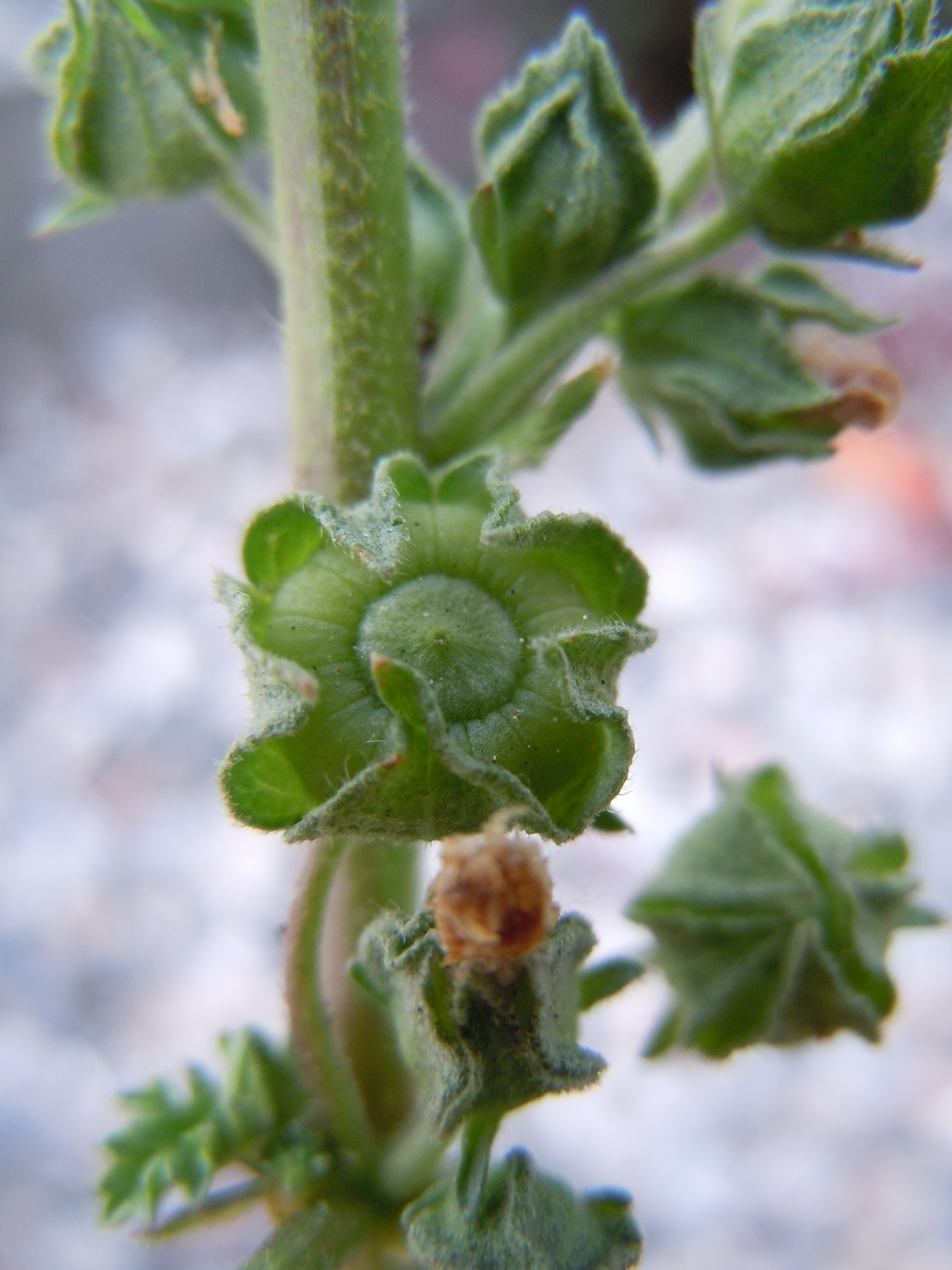
Plod slézu přehlíženého

## Rozšíření
Rod sléz zahrnuje v současném pojetí asi 30 druhů. Je rozšířen v oblasti od Kanárských ostrovů a Středomoří po východní Asii a Austrálii, v malé míře i v Severní Americe.
V České republice roste celkem 5 druhů slézu. Z velkokvětých je to sléz pižmový, sléz velkokvětý a sléz lesní, z drobnokvětých druhů sléz přehlížený a sléz nizounký. Některé pěstované druhy občas zplaňují (sléz přeslenitý, sléz kadeřavý, sléz maurský). Sléz malokvětý je k nám vzácně zavlékán ze Středomoří.
Z celé Evropy je uváděno 16 druhů slézu. Mimo našich domácích druhů se vyskytují téměř v celém Středomoří druhy Malva nicaeensis, M. parviflora, M. arborea (syn. Lavatera arborea), M. multiflora (syn. L. cretica), v západním Středomoří M. subovata (syn. L. maritima), M. cretica a M. tournefortiana, na Pyrenejském poloostrově roste M. hispanica, M. durieui (syn. L. mauritanica, L. davaei) a endemický M. stipulacea, v Řecku a Španělsku M. aegyptia. V celém Středomoří roste zdomácnělý sléz přeslenitý, pocházející z Asie.
V Americe mají slézy zajímavé rozšíření. Na americké pevnině není žádný druh původní, 4 nebo 5 druhů se však vyskytuje na ostrovech při pobřeží Kalifornie a mexické Baja California.
Náleží mezi ně Malva assurgentiflora M. occidentalis, M. lindsayi a M. pacifica (syn. L. venosa), druhy dříve vesměs řazené do rodu slézovec. Druh Malva assurgentiflora zdomácněl i na americké pevnině a v horách a mediteránních oblastech Jižní Ameriky. Z Austrálie je uváděn původní druh M. preussiana (syn. L. plebeia) a některé naturalizované druhy, mezi nimi i americký druh M. assurgentiflora. V Severní Americe zdomácněly rovněž některé evropské druhy, mezi nimi např. sléz malokvětý, sléz nizounký či sléz lesní. V Africe se mimo středomořských druhů rostoucích na severu kontinentu vyskytuje Malva aethiopica, endemit Etiopské vysočiny.

## Taxonomie
Taxonomie a vymezení rodu Malva prošlo četnými změnami. V pojetí použitém např. v díle Květena ČR byl od rodu Malva oddělen rod Bismalva, lišící se zejména jednotlivými květy vyrůstajícími v paždí velkých listenů připomínajících listy, větším počtem plůdků skládajících plod a dvoutvárným oděním z jednoduchých i hvězdovitých chlupů. Do tohoto rodu byly řazeny naše velkokvěté slézy Malva moschata a M. alcea a také středomořský M. tournefortiana.
Četné taxonomické změny se týkají vymezení příbuzných rodů Malva a Lavatera. Tyto dva rody byly tradičně rozdělovány na základě počtu a míry srůstu lístků tvořících kalíšek. Fylogenetické studie ukázaly, že tento znak nemá takovou hodnotu, jaká se mu přikládala a oba rody v klasickém pojetí nejsou monofyletické. Na základě těchto studií byla celá řada druhů přeřazena z rodu Lavatera do rodu Malva. Mimo některých jihoevropských druhů se to týká většiny druhů vyskytujících se mimo Středomoří.

## Zástupci
- sléz kadeřavý (Malva verticillata var. crispa, syn. Malva crispa)
- sléz krétský (Malva cretica)
- sléz lesní (Malva sylvestris)
- sléz malokvětý (Malva parviflora)
- sléz maurský (Malva sylvestris var. mauritiana, syn. Malva mauritiana)
- sléz nizounký (Malva pusilla)
- sléz pižmový (Malva moschata)
- sléz přehlížený (Malva neglecta)
- sléz přeslenitý (Malva verticillata)

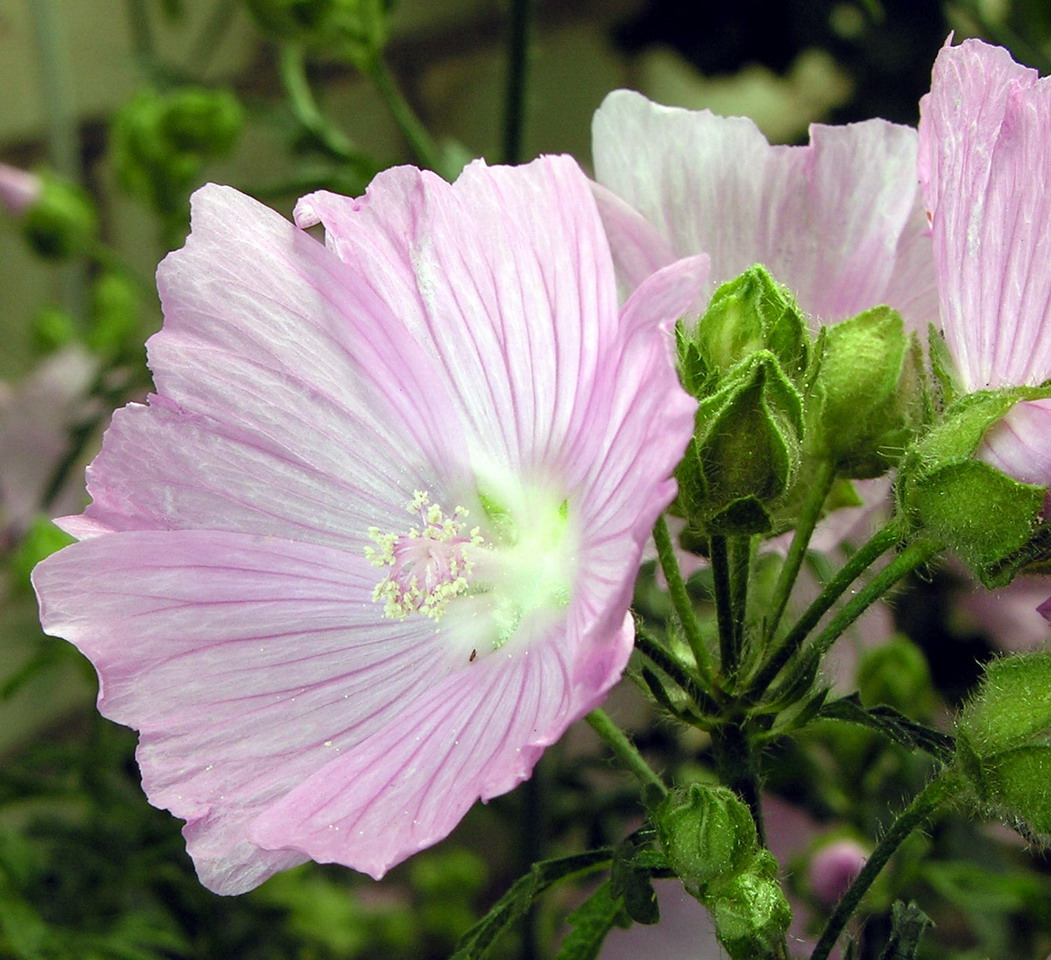
Květy slézu velkokvětého

- sléz velkokvětý (Malva alcea)

## Význam
Slézy jsou sbírány jako léčivé rostliny. Nejčastěji se sbírá květ nebo list, případně nať. Obsahují zejména slizy a třísloviny a působí protizánětlivě. Z českých druhů se sbírá zejména sléz přehlížený, sléz velkokvětý, sléz pižmový a pěstovaný sléz maurský. Sléz lesní je pěstován jako léčivá rostlina již od starověku. Sléz přehlížený i podobný sléz nizounký je možno použít jako salátovou zeleninu.
Některé druhy slézu jsou pěstovány jako okrasné rostliny. V České republice se pěstuje zejména sléz maurský a sléz velkokvětý. Mají význam také jako dobré medonosné rostliny.